# Anostirus dalmatinus
Anostirus dalmatinus là một loài bọ cánh cứng trong họ Elateridae. Loài này được G. Müller miêu tả khoa học năm 1925.